# モハマド・ニザン・モハマド
モハマド・ニザン・モハマド（マレー語: Mohamad Nizan Mohamad、朝鮮語: 모하마드 니잔 모하마드）は、マレーシアの外交官、大使。2015年6月から2017年3月にかけて、在朝鮮民主主義人民共和国大使を務めていた。その後、モハマド大使の再赴任も次期大使の任命も為されていないので、彼が歴代最後の在北朝鮮マレーシア大使となっている。

## 経歴
1994年、外務省に入省。ジンバブエ、カナダ、ラオスでの在外勤務を経て、在タイ王国マレーシア外交使節団の序列第二位を務める。2015年3月19日、アブドゥル・ハリム・ムアザム・シャー国王より在北朝鮮マレーシア大使として信任状を預かる。
2015年6月5日より、平壌で在北朝鮮大使を務める。モハマドが大使として在任中の2017年2月13日、マレーシアのクアラルンプール国際空港で北朝鮮の最高指導者金正恩の異母兄金正男が襲撃され、同日中に死に至った（金正男暗殺事件）。この事件を受けて、犯行現場となったマレーシアの警察は事件究明へ向けて捜査に奔走したが、事情聴取を要求した在マレーシア北朝鮮大使館は捜査への協力を拒み、空港で死亡した男性は金正男ではないとの抗弁を物的証拠を挙げずに主張した。在マレーシア北朝鮮大使の姜哲はマレーシア当局の対応を繰り返し批難して謝罪を要求したが、同年3月4日、マレーシア外務省は北朝鮮の対応に対する抗議として姜哲大使をペルソナ・ノン・グラータに認定して外交官特権を剥奪し、48時間以内の国外退去を勧告した。その翌日である3月5日、北朝鮮外務省は平壌駐在のモハマド大使をペルソナ・ノン・グラータに認定する形で報復し、同じく48時間以内に国外退去するよう通告した。